# Hava nagila
Hava nagila (hebrejsky: הבה נגילה, doslova „Radujme se“) je hebrejská lidová píseň často zpívaná při oslavách. Píseň je oblíbená především v židovských a řeckých komunitách a je považována za symbol židovství.
Nápěvem je chasidská melodie neznámého původu. Běžně zpívaný text písně byl pravděpodobně složený Abrahamem Cvi Idelsohnem v roce 1918 k oslavě britského vítězství v Palestině během první světové války, jakož i k oslavě Balfourovy deklarace z roku 1917. Přesto se často text i název písně mění.

## Text
| transliterace              | hebrejský text                   | český text                      |
| -------------------------- | -------------------------------- | ------------------------------- |
| Hava nagila                | הבה נגילה                        | Radujme se                      |
| Hava nagila                | הבה נגילה                        | Radujme se                      |
| Hava nagila ve nis'mecha   | הבה נגילה ונשמחה                 | Radujme se a buďme šťastní      |
|                            | (jednou opakujte sloku)          |                                 |
| Hava neranena              | הבה נרננה                        | Zpívejme                        |
| Hava neranena              | הבה נרננה                        | Zpívejme                        |
| Hava neranena ve nis'mecha | הבה נרננה ונשמחה                 | Zpívejme a buďme šťastní        |
|                            | (jednou opakujte sloku)          |                                 |
| Uru, uru achim!            | !עורו, עורו אחים                 | Procitněte, procitněte, bratři! |
| Uru achim b'lev sameach    | עורו אחים בלב שמח                | Procitněte se šťastným srdcem   |
|                            | (druhý řádek opakujte čtyřikrát) |                                 |
| Uru achim, uru achim!      | !עורו אחים, עורו אחים            | Procitněte, bratři, procitněte! |
| B'lev sameach              | בלב שמח                          | Se šťastným srdcem              |

## Verze
- 1934 - hrána v komedii Our Gang
- 1957 - verze Harry Belafonte na jeho album An Evening with Belafonte
- 1959 - nahrána francouzská verze Dalidou na její album Le disque d'or de Dalida
- 1963 - Bob Dylan nahrál krátkou bluesovou verzi
- 1963 - nahrána surf rocková verze Dicka Daleho, často zaměňována s Misirlou
- 1968 - Zuzka Lonská nahrála hebrejsko-anglickou verzi na desku Supraphonu
- 1972 - Glen Campbell zahrál instrumentální verzi pro jeho album The Artistry of Glen Campbell
- 1976 - Karel Gott nazpíval píseň v němčině pod názvem Komm doch ein bisschen näher pro své polydorské album Singet und freut euch des Lebens
- 1987 - heavy metalová skupina Anthrax použila melodii jako hlavní riff v I'm the Man
- 1996 - Scooter vytvořil verzi zvanou Last Minute, která se nachází na jejich albu Our Happy Hardcore
- 1996 - španělské duo Azúcar Moreno nahráli tanečně rockovou verzi pro jejich album Esclava De Tu Piel
- 2004 - skupina Franz Ferdinand použil část písně pro jejich singl The Dark of the Matinée
- 2004 - Infernal použili melodii pro své album From Paris to Berlin
- 2005 - polská heavy metalová skupina Rootwater nahrála hardcore verzi, napůl v hebrejštině, napůl v polštině
- 2005 - píseň byla použita v americkém filmu Nesvatbovi
- 2007 - britská zpěvačka Lauren Rose nazpívala svoji verzi zvanou „Hava Nagila (Baby Let’s Dance)“
- 2008 - Karel Gott zpíval live píseň na Kanadském turné, Americkém turné a na koncertě v Tel Avivu v Izraeli

Kromě výše uvedených existuje mnoho dalších verzí této písně, mimo jiné také v seriálu Simpsonovi (Nebuď naštvanej, nebuď naštvanej, nebuď naštvanej, svou rybu si dej!), také v epizodě seriálu Dr. House atd. Česko-polská šansoniérka Renata Drössler často zpívá tuto píseň na závěr svých vystoupení.